# Championnat d'Angleterre de football 2019-2020
 (mai 2019).
Navigation
Édition précédente Édition suivante
La saison 2019-2020 de la Premier League est la 121e édition du championnat d'Angleterre de football et la 28e sous l'appellation Premier League. Le plus haut niveau du football professionnel anglais, organisé par la Football Association Premier League, oppose cette saison vingt clubs en une série de trente-huit rencontres jouées entre le 9 août 2019 et le 17 mai 2020.
Lors de cette saison, le champion Manchester City défend son titre face à dix-neuf autres équipes dont trois promus de deuxième division.
Cinq places qualificatives pour les compétitions européennes sont attribuées par le biais du championnat : quatre places en Ligue des champions, et une en Ligue Europa. Les deux autres places européennes sont celles du vainqueur de la Coupe d'Angleterre et de la Coupe de la Ligue qui sont qualificatives pour la Ligue Europa. Les trois derniers du championnat sont relégués en deuxième division et sont remplacés par les trois promus de cette même division pour l'édition suivante.
Cette saison est par ailleurs marquée par l'introduction d'une trêve de dix jours durant le mois de février 2020, ainsi que de l'assistance vidéo à l'arbitrage pour tous les matchs du championnat.
La compétition est suspendue à partir du 13 mars 2020 en raison de la pandémie de Covid-19 qui affecte alors le Royaume-Uni, puis reprend le mercredi 17 juin avec un nouveau calendrier reportant la fin de saison au 26 juillet.
Le Liverpool Football Club est sacré champion d'Angleterre pour la 19e fois, trente ans après son dernier titre, à l'issue de la 31e journée.

## Équipes participantes

### Participants et localisation
| \| Aston Villa Bournemouth Brighton & Hove Burnley Norwich Everton Leicester Liverpool Londres Sheffield Man. City Man. United Newcastle Southampton Watford Wolverhampton \| Localisation des clubs engagés dans le championnat. |
| Aston Villa Bournemouth Brighton & Hove Burnley Norwich Everton Leicester Liverpool Londres Sheffield Man. City Man. United Newcastle Southampton Watford Wolverhampton                                                           |

| \| Arsenal Chelsea Crystal Palace Tottenham Hotspur West Ham United \| Clubs londoniens. |
| Arsenal Chelsea Crystal Palace Tottenham Hotspur West Ham United                         |

Un total de vingt équipes participent au championnat, les dix-sept maintenus de la saison précédente, auxquelles s'ajoutent trois promus de deuxième division : Norwich City, Sheffield United et Aston Villa (vainqueur des barrages).
Ces trois clubs remplacent les relégués Cardiff City, Fulham FC et Huddersfield Town.
Parmi les 20 clubs, six n'ont jamais été relégués depuis la fondation de la Premier League en 1992 : Arsenal FC, Chelsea FC, Everton FC, Liverpool, Manchester United et Tottenham Hotspur. En outre, Manchester City est le seul à être présent depuis les années 2000 (promu en 2002).
- Phase de groupes de la Ligue des champions 2019-2020
- Phase de groupes de la Ligue Europa 2019-2020
- Deuxième tour de qualification de la Ligue Europa 2019-2020
- Promu de Championship

| Club                    | Présent depuis | Classement 2018-2019 | Entraîneur               | Depuis | Budget (M€) | Stade                     | Capacité théorique | Ville               | Saisons en première division |
| ----------------------- | -------------- | -------------------- | ------------------------ | ------ | ----------- | ------------------------- | ------------------ | ------------------- | ---------------------------- |
| Manchester City         | 2002           | 1er                  | Pep Guardiola            | 2016   | 569         | Etihad Stadium            | 55 097             | Manchester          | 90                           |
| Liverpool FC            | 1962           | 2e                   | Jürgen Klopp             | 2015   | 515         | Anfield                   | 54 074             | Liverpool           | 104                          |
| Chelsea FC              | 1989           | 3e                   | Frank Lampard            | 2019   | 506         | Stamford Bridge           | 41 798             | Londres             | 84                           |
| Tottenham Hotspur       | 1978           | 4e                   | José Mourinho            | 2019   | 430         | Tottenham Hotspur Stadium | 62 062             | Londres             | 84                           |
| Arsenal FC              | 1919           | 5e                   | Mikel Arteta             | 2019   | 440         | Emirates Stadium          | 60 704             | Londres             | 102                          |
| Manchester United       | 1975           | 6e                   | Ole Gunnar Solskjær      | 2018   | 670         | Old Trafford              | 75 635             | Manchester          | 92                           |
| Wolverhampton Wanderers | 2018           | 7e                   | Nuno Espírito Santo      | 2017   | 161         | Molineux Stadium          | 31 700             | Wolverhampton       | 64                           |
| Everton FC              | 1954           | 8e                   | Carlo Ancelotti          | 2019   | 213         | Goodison Park             | 39 571             | Liverpool           | 116                          |
| Leicester City          | 2014           | 9e                   | Brendan Rodgers          | 2019   | 179         | King Power Stadium        | 36 262             | Leicester           | 51                           |
| West Ham United         | 2012           | 10e                  | David Moyes              | 2019   | 199         | Stade olympique           | 60 000             | Londres             | 61                           |
| Watford FC              | 2015           | 11e                  | Hayden Mullins (intérim) | 2020   | 141         | Vicarage Road             | 20 877             | Watford             | 12                           |
| Crystal Palace          | 2013           | 12e                  | Roy Hodgson              | 2017   | 168         | Selhurst Park             | 26 255             | Londres             | 19                           |
| Newcastle United        | 2017           | 13e                  | Steve Bruce              | 2019   | 202         | St James' Park            | 52 405             | Newcastle upon Tyne | 87                           |
| AFC Bournemouth         | 2015           | 14e                  | Eddie Howe               | 2012   | 148         | Dean Court                | 11 464             | Bournemouth         | 4                            |
| Burnley FC              | 2016           | 15e                  | Sean Dyche               | 2012   | 153         | Turf Moor                 | 21 401             | Burnley             | 56                           |
| Southampton FC          | 2012           | 16e                  | Ralph Hasenhüttl         | 2018   | 172         | St Mary's Stadium         | 32 505             | Southampton         | 42                           |
| Brighton & Hove Albion  | 2017           | 17e                  | Graham Potter            | 2019   | 157         | AMEX Stadium              | 30 750             | Brighton            | 6                            |
| Norwich City            | 2019           | 1er (D2)             | Daniel Farke             | 2017   | 101         | Carrow Road               | 27 244             | Norwich             | 25                           |
| Sheffield United        | 2019           | 2e (D2)              | Chris Wilder             | 2016   | N.C         | Bramall Lane              | 32 702             | Sheffield           | 60                           |
| Aston Villa             | 2019           | 5e (D2)              | Dean Smith               | 2018   | 135         | Villa Park                | 42 788             | Birmingham          | 105                          |

### Changements d'entraîneurs
| Club                   | Entraîneur partant          | Motif du départ      | Date de départ    | Position   | Entraîneur arrivant         | Date d'arrivée   |
| ---------------------- | --------------------------- | -------------------- | ----------------- | ---------- | --------------------------- | ---------------- |
| Brighton & Hove Albion | Chris Hughton               | Renvoi               | 13 mai 2019       | Pré-saison | Graham Potter               | 20 mai 2019      |
| Chelsea FC             | Maurizio Sarri              | Départ pour Juventus | 16 juin 2019      | Pré-saison | Frank Lampard               | 4 juillet 2019   |
| Newcastle United       | Rafael Benítez              | Fin de contrat       | 30 juin 2019      | Pré-saison | Steve Bruce                 | 17 juillet 2019  |
| Watford FC             | Javi Gracia                 | Renvoi               | 7 septembre 2019  | 20e        | Quique Sánchez Flores       | 7 septembre 2019 |
| Tottenham Hotspur      | Mauricio Pochettino         | Renvoi               | 19 novembre 2019  | 14e        | José Mourinho               | 20 novembre 2019 |
| Arsenal FC             | Unai Emery                  | Renvoi               | 29 novembre 2019  | 8e         | Fredrik Ljungberg (intérim) | 29 novembre 2019 |
| Watford FC             | Quique Sánchez Flores       | Renvoi               | 1er décembre 2019 | 20e        | Nigel Pearson               | 6 décembre 2019  |
| Everton FC             | Marco Silva                 | Renvoi               | 7 décembre 2019   | 18e        | Duncan Ferguson             | 7 décembre 2019  |
| Arsenal FC             | Fredrik Ljungberg (intérim) | Fin de l'intérim     | 20 décembre 2019  | 10e        | Mikel Arteta                | 20 décembre 2019 |
| Everton FC             | Duncan Ferguson             | Fin de l'intérim     | 21 décembre 2019  | 15e        | Carlo Ancelotti             | 21 décembre 2019 |
| West Ham United        | Manuel Pellegrini           | Renvoi               | 28 décembre 2019  | 17e        | David Moyes                 | 30 décembre 2019 |
| Watford FC             | Nigel Pearson               | Renvoi               | 19 juillet 2020   | 17e        | Hayden Mullins (intérim)    | 19 juillet 2020  |

## Classement et résultats

### Règlement
Les équipes sont classées selon leur nombre de points, lesquels sont répartis comme suit : trois points pour une victoire, un point pour un match nul et zéro point pour une défaite. Pour départager les égalités, les critères suivants sont utilisés :
1. Différence de buts générale
2. Nombre de buts marqués
3. Résultats lors des confrontations directes (points, matchs gagnés, différence de buts, buts marqués, buts marqués à l'extérieur)

Si ces critères ne permettent pas de départager les équipes à égalité, celles-ci occupent la même place au classement officiel. Si deux équipes sont à égalité parfaite au terme du championnat et que le titre de champion, la qualification à une compétition européenne ou la relégation sont en jeu, les deux équipes doivent se départager au cours d'un ou plusieurs matchs d'appui disputés sur terrain neutre.
La saison 2019-2020 voit l'introduction du départage par le biais des résultats en confrontations directes, qui intervient si les équipes concernées restent à égalité après application des deux premiers critères de la différence de but et des buts marqués.

### Classement
| Rang | Équipe                  | Pts | J  | G  | N  | P  | Bp  | Bc | Diff |
| ---- | ----------------------- | --- | -- | -- | -- | -- | --- | -- | ---- |
| 1    | Liverpool FC SU MC      | 99  | 38 | 32 | 3  | 3  | 85  | 33 | +52  |
| 2    | Manchester City T S L   | 81  | 38 | 26 | 3  | 9  | 102 | 35 | +67  |
| 3    | Manchester United       | 66  | 38 | 18 | 12 | 8  | 66  | 36 | +30  |
| 4    | Chelsea FC              | 66  | 38 | 20 | 6  | 12 | 69  | 54 | +15  |
| 5    | Leicester City          | 62  | 38 | 18 | 8  | 12 | 67  | 41 | +26  |
| 6    | Tottenham Hotspur       | 59  | 38 | 16 | 11 | 11 | 61  | 47 | +14  |
| 7    | Wolverhampton Wanderers | 59  | 38 | 15 | 14 | 9  | 51  | 40 | +11  |
| 8    | Arsenal FC C            | 56  | 38 | 14 | 14 | 10 | 56  | 48 | +8   |
| 9    | Sheffield United P      | 54  | 38 | 14 | 12 | 12 | 39  | 39 | 0    |
| 10   | Burnley FC              | 54  | 38 | 15 | 9  | 14 | 43  | 50 | -7   |
| 11   | Southampton FC          | 52  | 38 | 15 | 7  | 16 | 51  | 60 | -9   |
| 12   | Everton FC              | 49  | 38 | 13 | 10 | 15 | 44  | 56 | -12  |
| 13   | Newcastle United        | 44  | 38 | 11 | 11 | 16 | 38  | 58 | -20  |
| 14   | Crystal Palace          | 43  | 38 | 11 | 10 | 17 | 31  | 50 | -19  |
| 15   | Brighton & Hove Albion  | 41  | 38 | 9  | 14 | 15 | 39  | 54 | -15  |
| 16   | West Ham United         | 39  | 38 | 10 | 9  | 19 | 49  | 62 | -13  |
| 17   | Aston Villa P           | 35  | 38 | 9  | 8  | 21 | 41  | 67 | -26  |
| 18   | AFC Bournemouth         | 34  | 38 | 9  | 7  | 22 | 40  | 65 | -25  |
| 19   | Watford FC              | 34  | 38 | 8  | 10 | 20 | 36  | 64 | -28  |
| 20   | Norwich City P          | 21  | 38 | 5  | 6  | 27 | 26  | 75 | -49  |

Qualifications européennes
Ligue des champions 2020-2021
- 1er à 4e : phase de groupes

Ligue Europa 2020-2021
- 5e et C : phase de groupes
- 6e : deuxième tour de qualification

Relégation
- 18e à 20e : relégation en Championship

Abréviations
- T : Tenant du titre
- C : Vainqueur de la FA Cup 2019-2020
- L : Vainqueur de la Coupe de la Ligue 2019-2020
- S : Vainqueur du Community Shield 2019
- SU : Vainqueur de la Supercoupe de l'UEFA 2019
- MC : Vainqueur de la Coupe du monde des clubs 2019
- P : Promu de Championship 2018-2019

1. ↑  Durant le mois de février 2020, Manchester City est exclu pour deux saisons de toutes compétitions européennes organisées par l'UEFA pour violations sérieuses du fair-play financier[7]. Après un appel du club auprès du Tribunal arbitral du sport[8], cette suspension est finalement annulée le 13 juillet 2020, le club devant seulement payer une amende de 10 millions d'euros[9]

### Leader par journée
La frise suivante montre l'évolution des équipes ayant successivement occupé la première place :

### Lanterne rouge par journée
La frise suivante montre l'évolution des équipes ayant successivement occupé la dernière place :

### Résultats
Le tableau suivant récapitule les résultats « aller » et « retour » du championnat :
| Résultats (▼dom., ►ext.)                                   | ARS | AST | BOU | BHA | BUR | CHE | CPA | EVE | LEI | LIV | MCI | MUN | NEW | NOR | SHE | SOU | TOT | WAT | WHU | WOL |
| Arsenal FC                                                 |     | 3-2 | 1-0 | 1-2 | 2-1 | 1-2 | 2-2 | 3-2 | 1-1 | 2-1 | 0-3 | 2-0 | 4-0 | 4-0 | 1-1 | 2-2 | 2-2 | 3-2 | 1-0 | 1-1 |
| Aston Villa                                                | 1-0 |     | 1-2 | 2-1 | 2-2 | 1-2 | 2-0 | 2-0 | 1-4 | 1-2 | 1-6 | 0-3 | 2-0 | 1-0 | 0-0 | 1-3 | 2-3 | 2-1 | 0-0 | 0-1 |
| AFC Bournemouth                                            | 1-1 | 2-1 |     | 3-1 | 0-1 | 2-2 | 0-2 | 3-1 | 4-1 | 0-3 | 1-3 | 1-0 | 1-4 | 0-0 | 1-1 | 0-2 | 0-0 | 0-3 | 2-2 | 1-2 |
| Brighton & Hove Albion                                     | 2-1 | 1-1 | 2-0 |     | 1-1 | 1-1 | 0-1 | 3-2 | 0-2 | 1-3 | 0-5 | 0-3 | 0-0 | 2-0 | 0-1 | 0-2 | 3-0 | 1-1 | 1-1 | 2-2 |
| Burnley FC                                                 | 0-0 | 1-2 | 3-0 | 1-2 |     | 2-4 | 0-2 | 1-0 | 2-1 | 0-3 | 1-4 | 0-2 | 1-0 | 2-0 | 1-1 | 3-0 | 1-1 | 1-0 | 3-0 | 1-1 |
| Chelsea FC                                                 | 2-2 | 2-1 | 0-1 | 2-0 | 3-0 |     | 2-0 | 4-0 | 1-1 | 1-2 | 2-1 | 0-2 | 1-0 | 1-0 | 2-2 | 0-2 | 2-1 | 3-0 | 0-1 | 2-0 |
| Crystal Palace                                             | 1-1 | 1-0 | 1-0 | 1-1 | 0-1 | 2-3 |     | 0-0 | 0-2 | 1-2 | 0-2 | 0-2 | 1-0 | 2-0 | 0-1 | 0-2 | 1-1 | 1-0 | 2-1 | 1-1 |
| Everton FC                                                 | 0-0 | 1-1 | 1-3 | 1-0 | 1-0 | 3-1 | 3-1 |     | 2-1 | 0-0 | 1-3 | 1-1 | 2-2 | 0-2 | 0-2 | 1-1 | 1-1 | 1-0 | 2-0 | 3-2 |
| Leicester City                                             | 2-0 | 4-0 | 3-1 | 0-0 | 2-1 | 2-2 | 3-0 | 2-1 |     | 0-4 | 0-1 | 0-2 | 5-0 | 1-1 | 2-0 | 1-2 | 2-1 | 2-0 | 4-1 | 0-0 |
| Liverpool FC                                               | 3-1 | 2-0 | 2-1 | 2-1 | 1-1 | 5-3 | 4-0 | 5-2 | 2-1 |     | 3-1 | 2-0 | 3-1 | 4-1 | 2-0 | 4-0 | 2-1 | 2-0 | 3-2 | 1-0 |
| Manchester City                                            | 3-0 | 3-0 | 2-1 | 4-0 | 5-0 | 2-1 | 2-2 | 2-1 | 3-1 | 4-0 |     | 1-2 | 5-0 | 5-0 | 2-0 | 2-1 | 2-2 | 8-0 | 2-0 | 0-2 |
| Manchester United                                          | 1-1 | 2-2 | 5-2 | 3-1 | 0-2 | 4-0 | 1-2 | 1-1 | 1-0 | 1-1 | 2-0 |     | 4-1 | 4-0 | 3-0 | 2-2 | 2-1 | 3-0 | 1-1 | 0-0 |
| Newcastle United                                           | 0-1 | 1-1 | 2-1 | 0-0 | 0-0 | 1-0 | 1-0 | 1-2 | 0-3 | 1-3 | 2-2 | 1-0 |     | 0-0 | 3-0 | 2-1 | 1-3 | 1-1 | 2-2 | 1-1 |
| Norwich City                                               | 2-2 | 1-5 | 1-0 | 0-1 | 0-2 | 2-3 | 1-1 | 0-1 | 1-0 | 0-1 | 3-2 | 1-3 | 3-1 |     | 1-2 | 0-3 | 2-2 | 0-2 | 0-4 | 1-2 |
| Sheffield United                                           | 1-0 | 2-0 | 2-1 | 1-1 | 3-0 | 3-0 | 1-0 | 0-1 | 1-2 | 0-1 | 0-1 | 3-3 | 0-2 | 1-0 |     | 0-1 | 3-1 | 1-1 | 1-0 | 1-0 |
| Southampton FC                                             | 0-2 | 2-0 | 1-3 | 1-1 | 1-2 | 1-4 | 1-1 | 1-2 | 0-9 | 1-2 | 1-0 | 1-1 | 0-1 | 2-1 | 3-1 |     | 1-0 | 2-1 | 0-1 | 2-3 |
| Tottenham Hotspur                                          | 2-1 | 3-1 | 3-2 | 2-1 | 5-0 | 0-2 | 4-0 | 1-0 | 3-0 | 0-1 | 2-0 | 1-1 | 0-1 | 2-1 | 1-1 | 2-1 |     | 1-1 | 2-0 | 2-3 |
| Watford FC                                                 | 2-2 | 3-0 | 0-0 | 0-3 | 0-3 | 1-2 | 0-0 | 2-3 | 1-1 | 3-0 | 0-4 | 2-0 | 2-1 | 2-1 | 0-0 | 1-3 | 0-0 |     | 1-3 | 2-1 |
| West Ham United                                            | 1-3 | 1-1 | 4-0 | 3-3 | 0-1 | 3-2 | 1-2 | 1-1 | 1-2 | 0-2 | 0-5 | 2-0 | 2-3 | 2-0 | 1-1 | 3-1 | 2-3 | 3-1 |     | 0-2 |
| Wolverhampton                                              | 0-2 | 2-1 | 1-0 | 0-0 | 1-1 | 2-5 | 2-0 | 3-0 | 0-0 | 1-2 | 3-2 | 1-1 | 1-1 | 3-0 | 1-1 | 1-1 | 1-2 | 2-0 | 2-0 |     |
| - Victoire à domicile - Match nul - Victoire à l'extérieur |     |     |     |     |     |     |     |     |     |     |     |     |     |     |     |     |     |     |     |     |

### Domicile et extérieur
| Rang | Équipe                  | Pts | J  | G  | N | P  | Bp | Bc | Diff |
| ---- | ----------------------- | --- | -- | -- | - | -- | -- | -- | ---- |
| 1    | Liverpool FC            | 55  | 19 | 18 | 1 | 0  | 52 | 16 | +36  |
| 2    | Manchester City         | 47  | 19 | 15 | 2 | 2  | 57 | 13 | +44  |
| 3    | Tottenham Hotspur       | 39  | 19 | 12 | 3 | 4  | 36 | 17 | +19  |
| 4    | Manchester United       | 37  | 19 | 10 | 7 | 2  | 40 | 17 | +23  |
| 5    | Leicester City          | 37  | 19 | 11 | 4 | 4  | 35 | 17 | +18  |
| 6    | Chelsea FC              | 36  | 19 | 11 | 3 | 5  | 30 | 16 | +14  |
| 7    | Arsenal FC              | 36  | 19 | 10 | 6 | 3  | 36 | 24 | +12  |
| 8    | Sheffield United        | 33  | 19 | 10 | 3 | 6  | 24 | 15 | +9   |
| 9    | Wolverhampton Wanderers | 31  | 19 | 8  | 7 | 4  | 27 | 19 | +8   |
| 10   | Everton FC              | 31  | 19 | 8  | 7 | 4  | 24 | 21 | +3   |
| 11   | Burnley FC              | 28  | 19 | 8  | 4 | 7  | 24 | 23 | +1   |
| 12   | Newcastle United        | 26  | 19 | 6  | 8 | 5  | 20 | 21 | -1   |
| 13   | Watford FC              | 24  | 19 | 6  | 6 | 7  | 22 | 27 | -5   |
| 14   | Aston Villa             | 24  | 19 | 7  | 3 | 9  | 22 | 30 | -8   |
| 15   | Crystal Palace          | 23  | 19 | 6  | 5 | 8  | 15 | 20 | -5   |
| 16   | West Ham United         | 22  | 19 | 6  | 4 | 9  | 30 | 33 | -3   |
| 17   | Brighton & Hove Albion  | 22  | 19 | 5  | 7 | 7  | 20 | 27 | -7   |
| 18   | AFC Bournemouth         | 21  | 19 | 5  | 6 | 8  | 22 | 30 | -8   |
| 19   | Southampton FC          | 21  | 19 | 6  | 3 | 10 | 21 | 35 | -14  |
| 20   | Norwich City            | 15  | 19 | 4  | 3 | 12 | 19 | 37 | -18  |

| Rang | Équipe                  | Pts | J  | G  | N | P  | Bp | Bc | Diff |
| ---- | ----------------------- | --- | -- | -- | - | -- | -- | -- | ---- |
| 1    | Liverpool FC            | 44  | 19 | 14 | 2 | 3  | 33 | 17 | +16  |
| 2    | Manchester City         | 34  | 19 | 11 | 1 | 7  | 45 | 22 | +23  |
| 3    | Southampton FC          | 31  | 19 | 9  | 4 | 6  | 30 | 25 | +5   |
| 4    | Chelsea FC              | 30  | 19 | 9  | 3 | 7  | 39 | 38 | +1   |
| 5    | Manchester United       | 29  | 19 | 8  | 5 | 6  | 26 | 19 | +7   |
| 6    | Wolverhampton Wanderers | 28  | 19 | 7  | 7 | 5  | 24 | 21 | +3   |
| 7    | Burnley FC              | 26  | 19 | 7  | 5 | 7  | 19 | 27 | -8   |
| 8    | Leicester City          | 25  | 19 | 7  | 4 | 8  | 32 | 24 | +8   |
| 9    | Sheffield United        | 21  | 19 | 4  | 9 | 6  | 15 | 24 | -9   |
| 10   | Arsenal FC              | 20  | 19 | 4  | 8 | 7  | 20 | 24 | -4   |
| 11   | Tottenham Hotspur       | 20  | 19 | 4  | 8 | 7  | 25 | 30 | -5   |
| 12   | Crystal Palace          | 20  | 19 | 5  | 5 | 9  | 16 | 30 | -14  |
| 13   | Brighton & Hove Albion  | 19  | 19 | 4  | 7 | 8  | 19 | 27 | -8   |
| 14   | Everton FC              | 18  | 19 | 5  | 3 | 11 | 20 | 35 | -15  |
| 15   | Newcastle United        | 18  | 19 | 5  | 3 | 11 | 18 | 37 | -19  |
| 16   | West Ham United         | 17  | 19 | 4  | 5 | 10 | 19 | 29 | -10  |
| 17   | AFC Bournemouth         | 13  | 19 | 4  | 1 | 14 | 18 | 35 | -17  |
| 18   | Aston Villa             | 11  | 19 | 2  | 5 | 12 | 19 | 37 | -18  |
| 19   | Watford FC              | 10  | 19 | 2  | 4 | 13 | 14 | 37 | -23  |
| 20   | Norwich City            | 6   | 19 | 1  | 3 | 15 | 7  | 38 | -31  |

## Statistiques

### Évolution du classement
Le tableau suivant récapitule le classement au terme de chacune des journées définies par le calendrier officiel. Les matchs joués en retard sont donc comptabilisés la journée suivant leur tenue.
| Journées →     | 1  | 2  | 3  | 4  | 5  | 6  | 7  | 8  | 9  | 10 | 11 | 12 | 13 | 14 | 15 | 16 | 17 | 18 | 19 | 20 | 21 | 22 | 23 | 24 | 25 | 26 | 27 | 28 | 29 | 30 | 31 | 32 | 33 | 34 | 35 | 36 | 37 | 38 | 1er | rel. |
|                |    |    |    |    |    |    |    |    |    |    |    |    |    |    |    |    |    |    |    |    |    |    |    |    |    |    |    |    |    |    |    |    |    |    |    |    |    |    |     |      |
| -------------- | -- | -- | -- | -- | -- | -- | -- | -- | -- | -- | -- | -- | -- | -- | -- | -- | -- | -- | -- | -- | -- | -- | -- | -- | -- | -- | -- | -- | -- | -- | -- | -- | -- | -- | -- | -- | -- | -- | --- | ---- |
| Arsenal        | 7  | 2  | 3  | 5  | 7  | 4  | 4  | 3  | 5  | 5  | 5  | 6  | 8  | 8  | 10 | 9  | 10 | 11 | 11 | 12 | 10 | 10 | 10 | 10 | 10 | 10 | 9  | 9  | 9  | 10 | 9  | 8  | 7  | 8  | 9  | 9  | 10 | 8  |     |      |
| Aston Villa    | 15 | 17 | 16 | 18 | 17 | 18 | 18 | 15 | 12 | 15 | 16 | 17 | 15 | 15 | 16 | 17 | 17 | 18 | 18 | 18 | 17 | 18 | 18 | 16 | 17 | 17 | 17 | 19 | 19 | 19 | 19 | 18 | 18 | 19 | 19 | 19 | 17 | 17 |     | 17   |
| Bournemouth    | 8  | 7  | 11 | 15 | 9  | 6  | 8  | 10 | 10 | 9  | 7  | 9  | 11 | 12 | 14 | 15 | 14 | 14 | 16 | 16 | 18 | 19 | 19 | 18 | 16 | 16 | 16 | 18 | 18 | 18 | 18 | 19 | 19 | 18 | 18 | 18 | 19 | 18 |     | 15   |
| Brighton       | 4  | 5  | 8  | 16 | 16 | 15 | 16 | 14 | 16 | 14 | 8  | 11 | 12 | 16 | 13 | 12 | 13 | 13 | 15 | 14 | 14 | 14 | 15 | 15 | 15 | 15 | 15 | 15 | 15 | 15 | 15 | 15 | 15 | 15 | 15 | 16 | 16 | 15 |     |      |
| Burnley        | 5  | 10 | 6  | 12 | 14 | 9  | 11 | 7  | 8  | 13 | 14 | 10 | 7  | 10 | 12 | 13 | 12 | 10 | 12 | 13 | 15 | 15 | 15 | 13 | 11 | 11 | 10 | 10 | 10 | 11 | 11 | 10 | 10 | 10 | 10 | 10 | 9  | 10 |     |      |
| Chelsea        | 19 | 15 | 13 | 11 | 6  | 11 | 7  | 5  | 4  | 4  | 4  | 3  | 4  | 4  | 4  | 4  | 4  | 4  | 4  | 4  | 4  | 4  | 4  | 4  | 4  | 4  | 4  | 4  | 4  | 4  | 4  | 4  | 4  | 3  | 3  | 3  | 4  | 4  |     | 1    |
| Crystal Palace | 10 | 14 | 10 | 4  | 12 | 12 | 9  | 6  | 6  | 6  | 9  | 12 | 13 | 11 | 7  | 10 | 9  | 12 | 9  | 9  | 9  | 9  | 9  | 11 | 14 | 14 | 13 | 11 | 11 | 9  | 10 | 12 | 14 | 14 | 14 | 14 | 14 | 14 |     |      |
| Everton        | 11 | 9  | 12 | 6  | 11 | 14 | 15 | 18 | 15 | 16 | 17 | 15 | 16 | 17 | 18 | 14 | 16 | 15 | 13 | 10 | 11 | 11 | 11 | 12 | 9  | 9  | 11 | 12 | 12 | 12 | 12 | 11 | 11 | 11 | 11 | 11 | 11 | 12 |     | 2    |
| Leicester      | 12 | 12 | 4  | 3  | 5  | 3  | 3  | 4  | 3  | 3  | 3  | 2  | 2  | 2  | 2  | 2  | 2  | 2  | 2  | 2  | 2  | 3  | 3  | 3  | 3  | 3  | 3  | 3  | 3  | 3  | 3  | 3  | 3  | 4  | 4  | 4  | 5  | 5  |     |      |
| Liverpool      | 3  | 1  | 1  | 1  | 1  | 1  | 1  | 1  | 1  | 1  | 1  | 1  | 1  | 1  | 1  | 1  | 1  | 1  | 1  | 1  | 1  | 1  | 1  | 1  | 1  | 1  | 1  | 1  | 1  | 1  | 1  | 1  | 1  | 1  | 1  | 1  | 1  | 1  | 37  |      |
| Man. City      | 1  | 3  | 2  | 2  | 2  | 2  | 2  | 2  | 2  | 2  | 2  | 4  | 3  | 3  | 3  | 3  | 3  | 3  | 3  | 3  | 3  | 2  | 2  | 2  | 2  | 2  | 2  | 2  | 2  | 2  | 2  | 2  | 2  | 2  | 2  | 2  | 2  | 2  | 1   |      |
| Man. United    | 2  | 4  | 5  | 8  | 4  | 8  | 10 | 12 | 14 | 7  | 10 | 7  | 9  | 9  | 6  | 5  | 6  | 8  | 8  | 5  | 5  | 5  | 5  | 5  | 7  | 7  | 5  | 5  | 5  | 5  | 5  | 5  | 5  | 5  | 5  | 5  | 3  | 3  |     |      |
| Newcastle      | 14 | 18 | 19 | 14 | 18 | 17 | 19 | 16 | 18 | 17 | 15 | 14 | 14 | 14 | 11 | 11 | 11 | 9  | 10 | 11 | 13 | 13 | 12 | 14 | 12 | 13 | 14 | 13 | 13 | 13 | 13 | 13 | 12 | 13 | 13 | 13 | 13 | 13 |     | 5    |
| Norwich        | 16 | 11 | 17 | 19 | 13 | 16 | 17 | 19 | 19 | 19 | 19 | 20 | 18 | 19 | 19 | 19 | 19 | 19 | 20 | 20 | 20 | 20 | 20 | 20 | 20 | 20 | 20 | 20 | 20 | 20 | 20 | 20 | 20 | 20 | 20 | 20 | 20 | 20 |     | 32   |
| Sheffield      | 9  | 8  | 9  | 10 | 15 | 10 | 12 | 13 | 9  | 8  | 6  | 5  | 6  | 7  | 9  | 8  | 7  | 5  | 7  | 8  | 8  | 6  | 7  | 8  | 6  | 6  | 7  | 7  | 7  | 7  | 8  | 7  | 9  | 7  | 7  | 8  | 8  | 9  |     |      |
| Southampton    | 17 | 19 | 18 | 13 | 10 | 13 | 14 | 17 | 17 | 18 | 18 | 19 | 19 | 18 | 17 | 18 | 18 | 17 | 14 | 15 | 12 | 12 | 13 | 9  | 13 | 12 | 12 | 14 | 14 | 14 | 14 | 14 | 13 | 12 | 12 | 12 | 12 | 11 |     | 9    |
| Tottenham      | 6  | 6  | 7  | 9  | 3  | 7  | 6  | 9  | 7  | 11 | 11 | 14 | 10 | 5  | 8  | 7  | 5  | 7  | 6  | 6  | 6  | 8  | 8  | 6  | 5  | 5  | 6  | 8  | 8  | 8  | 7  | 9  | 8  | 9  | 8  | 7  | 7  | 6  |     |      |
| Watford        | 18 | 20 | 20 | 20 | 20 | 20 | 20 | 20 | 20 | 20 | 20 | 18 | 20 | 20 | 20 | 20 | 20 | 20 | 19 | 19 | 19 | 17 | 17 | 19 | 19 | 19 | 19 | 17 | 17 | 16 | 16 | 17 | 17 | 17 | 17 | 17 | 18 | 19 |     | 27   |
| West Ham       | 20 | 16 | 14 | 7  | 8  | 5  | 5  | 8  | 11 | 10 | 13 | 16 | 17 | 13 | 15 | 16 | 15 | 16 | 17 | 17 | 16 | 16 | 16 | 17 | 18 | 18 | 18 | 16 | 16 | 17 | 17 | 16 | 16 | 16 | 16 | 15 | 15 | 16 |     | 4    |
| Wolverhampton  | 13 | 13 | 15 | 17 | 19 | 19 | 13 | 11 | 13 | 12 | 12 | 8  | 5  | 6  | 5  | 6  | 8  | 6  | 5  | 7  | 7  | 7  | 6  | 7  | 8  | 8  | 8  | 6  | 6  | 6  | 6  | 6  | 6  | 6  | 6  | 6  | 6  | 7  |     | 2    |

Les équipes comptant au moins un match en retard sont indiquées en gras et italiques. Les équipes comptant au moins un match en avance sont quant à elles en gras et soulignées.
1. ↑  En raison de la participation de Liverpool à la Coupe du monde des clubs, la rencontre de la dix-huitième journée entre West Ham United et Liverpool est reportée au 29 janvier 2020, entre la 24e et la 25e journée.
2. ↑  Les matchs de la vingt-huitième journée Aston Villa-Sheffield United et Manchester City-Arsenal sont reportés à une date ultérieure en raison de la finale de la Coupe de la Ligue qui est disputée le même week-end.

### Meilleurs buteurs
|   | Buteur                    | Club                    | Buts |
| - | ------------------------- | ----------------------- | ---- |
| 1 | Jamie Vardy               | Leicester City          | 23   |
| 2 | Pierre-Emerick Aubameyang | Arsenal FC              | 22   |
| 2 | Danny Ings                | Southampton FC          | 22   |
| 4 | Raheem Sterling           | Manchester City         | 20   |
| 5 | Mohamed Salah             | Liverpool FC            | 19   |
| 6 | Harry Kane                | Tottenham Hotspur       | 18   |
| 6 | Sadio Mané                | Liverpool FC            | 18   |
| 8 | Raúl Jiménez              | Wolverhampton Wanderers | 17   |
| 8 | Anthony Martial           | Manchester United       | 17   |
| 8 | Marcus Rashford           | Manchester United       | 17   |

| Source : Classement des buteurs sur le site de la Premier League |

### Meilleurs passeurs
|   | Passeur                | Club                    | Passes décisives |
| - | ---------------------- | ----------------------- | ---------------- |
| 1 | Kevin De Bruyne        | Manchester City         | 20               |
| 2 | Trent Alexander-Arnold | Liverpool FC            | 13               |
| 3 | Andrew Robertson       | Liverpool FC            | 12               |
| 4 | Mohamed Salah          | Liverpool FC            | 10               |
| 4 | David Silva            | Manchester City         | 10               |
| 4 | Son Heung-min          | Tottenham Hotspur       | 10               |
| 7 | Riyad Mahrez           | Manchester City         | 9                |
| 7 | Adama Traoré           | Wolverhampton Wanderers | 9                |
| 9 | Roberto Firmino        | Liverpool FC            | 8                |
| 9 | Harvey Barnes          | Leicester City          | 8                |

| Source : Classement des passeurs sur le site de la Premier League |

### Joueurs les plus décisifs
|   | Joueur                    | club            | Total |
| - | ------------------------- | --------------- | ----- |
| 1 | Kevin De Bruyne           | Manchester City | 33    |
| 2 | Mohamed Salah             | Liverpool FC    | 29    |
| 3 | Jamie vardy               | Leicester City  | 27    |
| 4 | Sadio Mané                | Liverpool FC    | 25    |
| 4 | Pierre-Emerick Aubameyang | Arsenal FC      | 25    |

## Récompenses de la saison

### Récompenses annuelles
| Prix                      | Vainqueur              | Club              |
| ------------------------- | ---------------------- | ----------------- |
| Entraîneur de la saison   | Jürgen Klopp           | Liverpool FC      |
| Joueur de la saison       | Kevin De Bruyne        | Manchester City   |
| Jeune joueur de la saison | Trent Alexander-Arnold | Liverpool FC      |
| But de la saison          | Son Heung-min          | Tottenham Hotspur |
| Joueur de la saison FWA   | Jordan Henderson       | Liverpool FC      |

#### Équipe-type
Équipe-type de Premier League 2019-2020 de la PFA :
- Gardien :

 Nick Pope (Burnley FC)
- Défenseurs :

 Trent Alexander-Arnold (Liverpool FC)
 Virgil van Dijk (Liverpool FC)
 Çağlar Söyüncü (Leicester City)
 Andrew Robertson (Liverpool FC)
- Milieux de terrain :

 David Silva (Manchester City)
 Jordan Henderson (Liverpool FC)
 Kevin De Bruyne (Manchester City)
- Attaquants :

 Jamie Vardy (Leicester City)
 Pierre-Emerick Aubameyang (Arsenal FC)
 Sadio Mané (Liverpool FC)

### Récompenses mensuelles
Le tableau suivant récapitule les différents vainqueurs des titres honorifiques d'entraîneur, de joueur et de but du mois.
| Mois         | Joueur du mois            | Joueur du mois    | Entraîneur du mois  | Entraîneur du mois      | But du mois         | But du mois            |
| Mois         | Joueur                    | Club              | Entraîneur          | Club                    | Joueur              | Club                   |
| ------------ | ------------------------- | ----------------- | ------------------- | ----------------------- | ------------------- | ---------------------- |
| Août         | Teemu Pukki               | Norwich City      | Jürgen Klopp        | Liverpool FC            | Harvey Barnes       | Leicester City         |
| Septembre    | Pierre-Emerick Aubameyang | Arsenal FC        | Jürgen Klopp        | Liverpool FC            | Moussa Djenepo      | Southampton FC         |
| Octobre      | Jamie Vardy               | Leicester City    | Frank Lampard       | Chelsea FC              | Matty Longstaff     | Newcastle United       |
| Novembre     | Sadio Mané                | Liverpool FC      | Jürgen Klopp        | Liverpool FC            | Kevin De Bruyne     | Manchester City        |
| Décembre     | Trent Alexander-Arnold    | Liverpool FC      | Jürgen Klopp        | Liverpool FC            | Son Heung-min       | Tottenham Hotspur      |
| Janvier      | Sergio Agüero             | Manchester City   | Jürgen Klopp        | Liverpool FC            | Alireza Jahanbakhsh | Brighton & Hove Albion |
| Février      | Bruno Fernandes           | Manchester United | Sean Dyche          | Burnley                 | Matej Vydra         | Burnley                |
| Mars et Juin | Bruno Fernandes           | Manchester United | Nuno Espírito Santo | Wolverhampton Wanderers | Bruno Fernandes     | Manchester United      |
| Juillet      | Michail Antonio           | West Ham United   | Ralph Hasenhüttl    | Southampton FC          |                     |                        |

## Parcours en Coupes d'Europe
Le parcours des clubs anglais en coupes d'Europe est important puisqu'il détermine le coefficient UEFA, et donc le nombre de clubs anglais présents en coupes d'Europe les années suivantes.
| Club                    | Compétition         | Résultat           | Ultime(s) adversaire(s) |
| ----------------------- | ------------------- | ------------------ | ----------------------- |
| Manchester City         | Ligue des champions | Quart de finale    | Olympique Lyonnais      |
| Liverpool FC            | Ligue des champions | Huitième de finale | Atlético Madrid         |
| Chelsea FC              | Ligue des champions | Huitième de finale | Bayern Munich           |
| Tottenham Hotspur       | Ligue des champions | Huitième de finale | RB Leipzig              |
| Manchester United       | Ligue Europa        | Demi-finale        | Séville FC              |
| Wolverhampton Wanderers | Ligue Europa        | Quart de finale    | Séville FC              |
| Arsenal FC              | Ligue Europa        | Seizième de finale | Olympiakos              |